# فيليب غيرييه
فيليب غيرييه (بالإنجليزية: Philippe Guerrier)‏ (و. 1757 – 1845 م) هو سياسي من هايتي . كان ضابطًا في الجيش الهايتي وأصبح رئيسًا لهايتي.
كان غیرییه ضابطًا متميزًا ومحترمًا.
توفي غیرییه في 15 أبريل 1845، بينما كان لا يزال في منصبه. خلال الثورة الهايتية، نجح في قيادة الجيش الأسود في الجنوب. منحه الملك هنري الأول الألقاب الوراثية دوق أفينيون ودوق ميرابل.